# محطة سكة حديد كويتة
محطة سكة حديد كويتة هي المحطة الرئيسية للسكك الحديدية في كويتة، بلوشستان، باكستان. تعد محطة رئيسية على خط روهري-شامان للسكك الحديدية وتعمل كنقطة النهاية الشرقية لـخط كويتة-تفتان للسكك الحديدية.
تعتبر محطة كويتة جزءًا مهمًا من النقل السككي في باكستان، حيث تربط بين مناطق مختلفة داخل البلاد. ويجدر بالذكر أن السكك الحديدية في باكستان تلعب دورًا حيويًا في تسهيل حركة الركاب والبضائع، مما يعكس أهمية هذا النظام في الاقتصاد المحلي. وقد شهدت المحطة عبر تاريخها العديد من التحولات، حيث تعكس أنماط التنمية والتحديات التي واجهتها المنطقة.

## التاريخ
كانت كويتة تعتبر مدينة استراتيجية خلال راج البريطاني. تم بناء المحطة كجزء من الخط الاستراتيجي الذي أنشأته سكك حديد السند والبنجاب ودلهي. بدأ البناء في عام 1881 وافتتحت للجمهور في عام 1887، والتي كانت حينذاك جزءًا من سكك حديد شمال غرب الولاية. كانت كويتة دائمًا تعتبر وجهة استراتيجية هامة حيث كانت بريطانيا تخشى أن يتقدم الإمبراطورية الروسية من أفغانستان إلى كويتة، مما يهدد سلطتها في جنوب آسيا. في عام 1857، اقترح ويليام أندرو (رئيس سكك حديد السند والبنجاب ودلهي) بناء خط سكة حديد عبر ممر بولان. في 18 سبتمبر 1879، بدأ العمل في مد المسارات الحديدية، وبعد أربعة أشهر، اكتمل الجزء الأول بطول 215 كيلومترًا من روك إلى سيبي وبدأ العمل في يناير 1881. وكانت التضاريس بعد سيبي صعبة. بعد صعوبات هائلة وظروف جوية قاسية، وصلت الخط إلى كويتة في مارس 1887.

### تفجير 2024

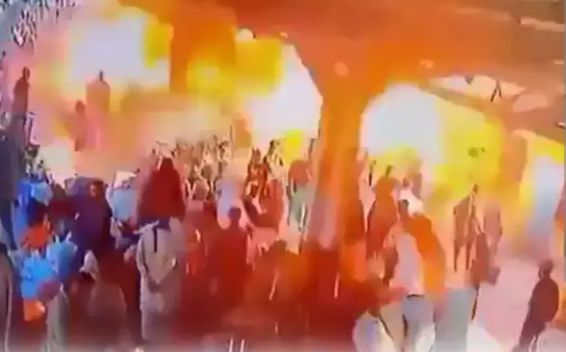
لقطة من كاميرات المراقبة لتفجير المحطة

في 9 نوفمبر 2024، قُتل ما لا يقل عن 32 شخصًا وأصيب ما لا يقل عن 62 آخرين في تفجير انتحاري في المحطة من قبل جيش تحرير بلوشستان.

## خطوط القطارات
تشمل القطارات التالية التي تتوقف/تنتهي/تبدأ من محطة كويتة:
قالب:محطات مجاورة
- ملف: Quetta Railway Station 3.jpg